# Curtiss N2C Fledgling
 (octobre 2024).
La mise en forme du texte ne suit pas les recommandations de Wikipédia : il faut le « wikifier ».
Les points d'amélioration suivants sont les cas les plus fréquents :
- Les titres sont pré-formatés par le logiciel. Ils ne sont ni en capitales, ni en gras.
- Le texte ne doit pas être écrit en capitales (les noms de famille non plus), ni en gras, ni en italique, ni en « petit »…
- Le gras n'est utilisé que pour surligner le titre de l'article dans l'introduction, une seule fois.
- L'italique est rarement utilisé : mots en langue étrangère, titres d'œuvres, noms de bateaux, etc.
- Les citations ne sont pas en italique mais en corps de texte normal. Elles sont entourées par des guillemets français : « et ».
- Les listes à puces sont à éviter, des paragraphes rédigés étant largement préférés. Les tableaux sont à réserver à la présentation de données structurées (résultats, etc.).
- Les appels de note de bas de page (petits chiffres en exposant, introduits par l'outil «  Source ») sont à placer entre la fin de phrase et le point final[comme ça].
- Les liens internes (vers d'autres articles de Wikipédia) sont à choisir avec parcimonie. Créez des liens vers des articles approfondissant le sujet. Les termes génériques sans rapport avec le sujet sont à éviter, ainsi que les répétitions de liens vers un même terme.
- Les liens externes sont à placer uniquement dans une section « Liens externes », à la fin de l'article. Ces liens sont à choisir avec parcimonie suivant les règles définies. Si un lien sert de source à l'article, son insertion dans le texte est à faire par les notes de bas de page.
- La présentation des références doit suivre les conventions bibliographiques. Il est recommandé d'utiliser les modèles {{Ouvrage}}, {{Chapitre}}, {{Article}}, {{Lien web}} et/ou {{Bibliographie}}. Le mode d'édition visuel peut mettre en forme automatiquement les références.
- Insérer une infobox (cadre d'informations à droite) n'est pas obligatoire pour parachever la mise en page.

Pour une aide détaillée, merci de consulter Aide:Wikification.
Si vous pensez que ces points ont été résolus, vous pouvez retirer ce bandeau et améliorer la mise en forme d'un autre article.
Le Curtiss Fledgling, connu en interne de l'entreprise Curtiss sous les noms de Model 48 et Model 51, est un avion d'entraînement conçu pour la Marine des États-Unis à la fin des années 1920, sous la désignation N2C. Répondant à un appel d'offres de 1927, il fut sélectionné parmi quatorze autres projets. Ce biplan conventionnel, équipé de cockpits et d'un train d'atterrissage convertible en flotteur, fut commandé en deux séries, chacune propulsée par différentes versions du moteur Wright Whirlwind. Curtiss développa également une version civile, le Model 51, utilisée notamment par le Curtiss Flying Service. Certaines versions furent exportées et modifiées pour usage militaire.

## Variants

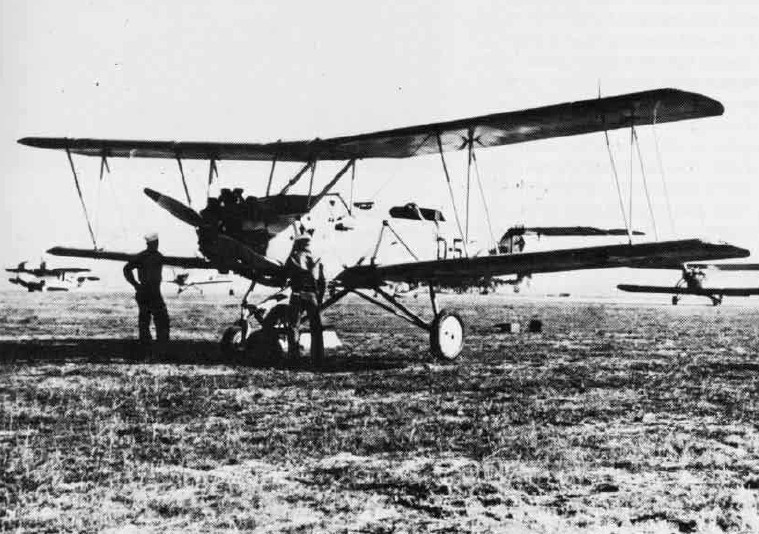
Un drone cible N2C-2, en 1938/39.
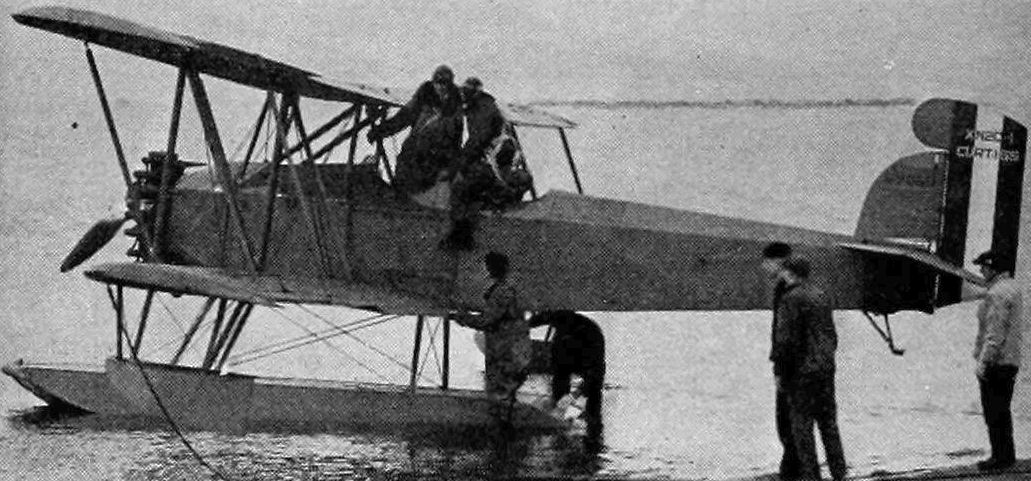
Photo du Curtiss XN2C-1 floatplane de l'Aero Digest d'avril 1928.

Modèle 48
XN2C-1prototypes de la Marine (3 construits)
N2C-1version navale propulsée par J-5 Wright Whirlwind (31 construits)
N2C-2version navale propulsée par J-6-7 Wright Whirlwind (20 construits)
Modèle 51
Fledglingversion commerciale avec moteur Curtiss Challenger (109 construits)
J-1version commerciale avec moteur J-6-5 Wright Whirlwind (quatre convertis)
J-2version commerciale avec moteur J-6-7 Wright Whirlwind construite selon les normes N2C-2 (deux convertis)
Fledgling Juniorversion à envergure réduite (un construit)
Fledgling Guardsmanversions à propulsion convertible civile-militaire.
A-3désignation attribuée par le United States Army Air Corps USAAC pour l'utilisation du Fledgling en tant qu'avion cible télécommandé.

## Caractéristiques
Spécifications (N2C-1)
- 
- Équipage : 2
- Longueur : 8,33 m
- Envergure : 11,93 m
- Hauteur : 3,14 m
- Surface alaire : 33,9 m²
- Profil : Curtiss C-72
- Poids à vide : 969 kg
- Poids brut : 1285 kg

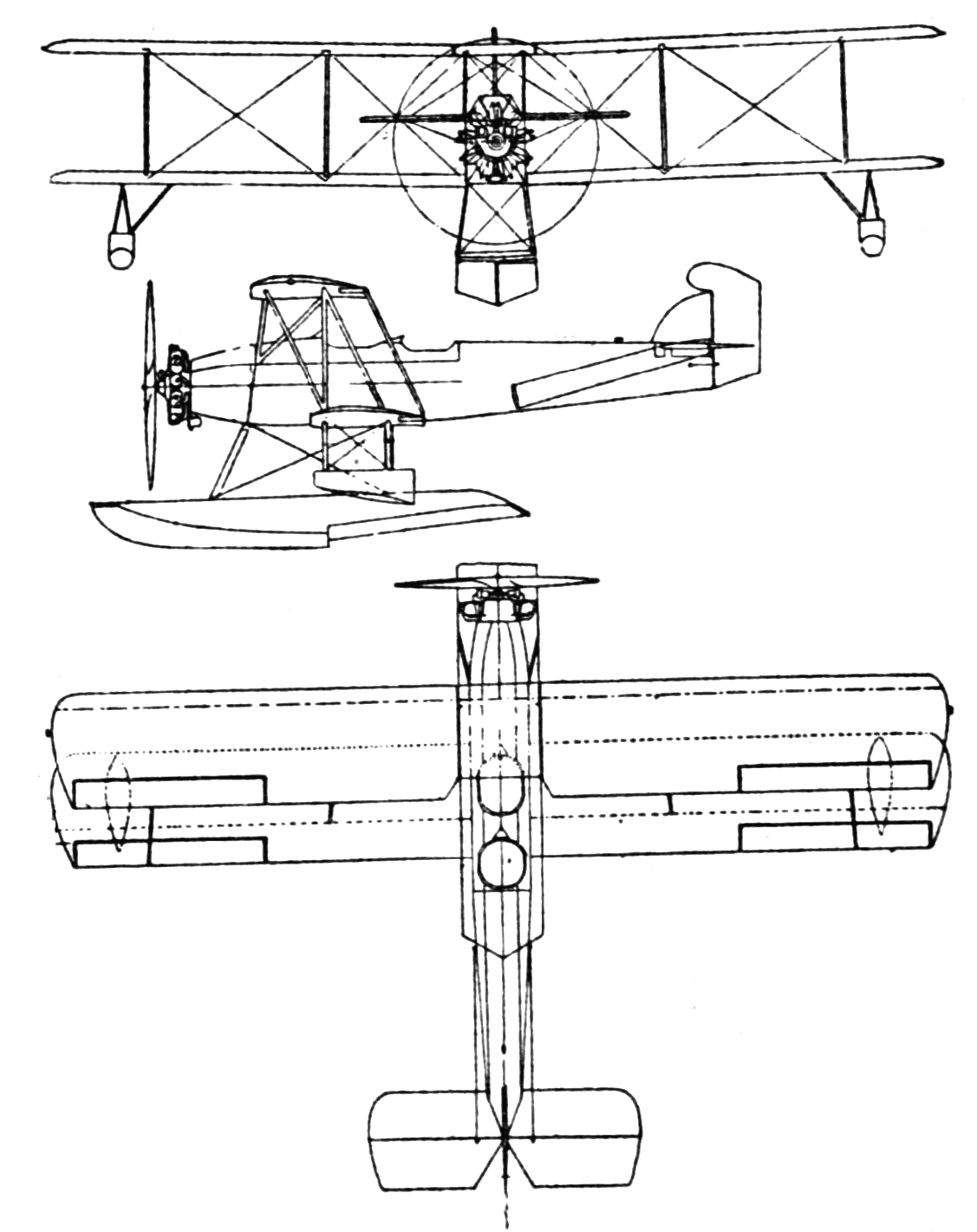
Dessin en 3 vues du Curtiss XN2C-1 tiré du Le Document aéronautique de novembre 1928

- Moteur : Wright J-5, moteur radial à neuf cylindres refroidi par air
- Puissance moteur : 164 kW
- Nombre de pales hélice : 2 (hélice à pas fixe)
- Vitesse maximale : 175 km/h
- Vitesse de croisière : 140 km/h
- Portée : 590 km
- Plafond : 4602 m
- Taux de montée : 3,53 m/s